# Carol Teichrob
Pour les articles homonymes, voir Sproxton.
Carol Teichrob (née Sproxton le 27 août 1939 et morte le 18 décembre 2022) est une femme politique provinciale canadienne de la Saskatchewan. Elle représente la circonscription de Saskatoon River Heights et ensuite Saskatoon Meewasin à titre de députée du Nouveau Parti démocratique de 1991 à 1999.
Également travailleuse agricole durant 35 ans, elle sert également comme conseillère la municipalité rurale de Corman Park No. 344 (en) pendant 10 ans.

## Biographie
Né en Saskatchewan, Carol Teichrob entre en politique provinciale avec son élection en 1991 et sa réélection en 1995. Elle ne se représente pas en 1999,. Durant son passage à l'Assemblée législative de la Saskatchewan, elle occupe les fonctions de ministre de l'Éducation avec lequel elle contribue à améliorer la Saskatchewan Communications Network (en) (chaîne de télévision basée à Regina) et de ministre des Affaires municipales. Elle participe aussi à l'augmentation des revenus et la baisse des frais d'administration de la Western Canada Lottery Corporation (WCLC), et à sa fusion avec la Ontario Lottery Corporation (OCL).
Ayant rejoint le Co-operative Commonwealth Federation dès l'âge de 13 ans, elle participe au conseil de campagne du NPD saskatchewanais lors de l'élection de 2007. Cependant, durant la campagne fédérale du printemps 2008, elle supporte la candidate conservatrice Kelly Block dans la circonscription de Saskatoon—Rosetown—Biggar.

### Travail communautaire
Carol Teichrob est très active dans la communauté et participe en tant que directrice de nombreuses organisations dont le Farm Credit Canada, la Canadian Federation of Agriculture (en) et le Saskatchewan Research Council (en). Elle participe également au sénat de l'Université de la Saskatchewan et de la Chambre de commerce de Saskatoon.

## Récompenses
En 1990, Carol Teichrob est récompensée du titre de femme de l'année dans la catégorie affaires du YMCA et de la Golden Wheel pour l'industrie et commerce du Club Rotary.